# Шангнак (Аляска)
Шангнак (англ. Shungnak) — місто (англ. city) в США, в окрузі Нортвест-Арктик штату Аляска. Населення — 272 особи (2020).

## Географія
Розташоване на західному березі річки Кобук, приблизно за 241 км на схід від міста Коцебу. Шангнак розташований за координатами 66°53′14″ пн. ш. 157°9′50″ зх. д. / 66.88722° пн. ш. 157.16389° зх. д. (66.887099, -157.163964).  За даними Бюро перепису населення США в 2010 році місто мало площу 25,68 км², з яких 23,10 км² — суходіл та 2,58 км² — водойми. В 2017 році площа становила 23,26 км², з яких 20,85 км² — суходіл та 2,41 км² — водойми.

## Демографія

### Перепис 2010
Згідно з переписом 2010 року, у місті мешкали 262 особи в 62 домогосподарствах у складі 47 родин. Густота населення становила 10 осіб/км².  Було 73 помешкання (3/км²).
Расовий склад населення:
| - 94,3 % — корінних американців - 5,7 % — білих |

До двох чи більше рас належало 0,0 %. Частка іспаномовних становила 0,4 % від усіх жителів.
За віковим діапазоном населення розподілялося таким чином: 40,8 % — особи молодші 18 років, 51,6 % — особи у віці 18—64 років, 7,6 % — особи у віці 65 років та старші. Медіана віку мешканця становила 23,0 року. На 100 осіб жіночої статі у місті припадало 100,0 чоловіків;  на 100 жінок у віці від 18 років та старших — 101,3 чоловіків також старших 18 років.
Середній дохід на одне домашнє господарство  становив 53 081 долар США (медіана — 43 125), а середній дохід на одну сім'ю — 51 004 долари (медіана — 44 583). Медіана доходів становила 29 375 доларів для чоловіків та 28 333 долари для жінок. За межею бідності перебувало 28,8 % осіб, у тому числі 33,3 % дітей у віці до 18 років та 9,5 % осіб у віці 65 років та старших.
Цивільне працевлаштоване населення становило 85 осіб. Основні галузі зайнятості: освіта, охорона здоров'я та соціальна допомога — 20,0 %, роздрібна торгівля — 18,8 %, транспорт — 15,3 %, публічна адміністрація — 12,9 %.

### Перепис 2000
За даними перепису 2000 року населення міста становило 256 осіб. Расовий склад: корінні американці — 94,53%; білі — 5,47%. Частка осіб у віці молодше 18 років — 48,4%; осіб старше 65 років — 6,3%. Середній вік населення — 19 років. На кожні 100 жінок у віці старше 18 років припадає 103,1 чоловіків.
З 56 домашніх господарств в 66,1% — виховували дітей віком до 18 років, 53,6% представляли собою подружні пари, які спільно проживають, 16,1% — жінки без чоловіків, 8,9% не мали родини. 7,1% від загальної кількості господарств на момент перепису жили самостійно, при цьому 1,8% склали самотні літні люди у віці 65 років та старше. В середньому домашнє господарство ведуть 4,57 особи, а середній розмір родини — 4,53 особи.
Середній дохід на спільне господарство — $44 375; середній дохід на сім'ю — $41 000.